# Shemurat Allon
Shemurat Allon (hebreiska: שמורת אלון) är ett naturreservat i Israel.   Det ligger i distriktet Haifa, i den norra delen av landet.